# Fujiwara no Yoritada
Fujiwara no Yoritada (藤原 頼忠; 924 – 30 tháng 7 năm 989), là con trai thứ hai của Fujiwara no Saneyori, là một công khanh (một chức quan cấp cao trong triều đình của phong kiến Nhật Bản trong thời kỳ Heinan) là người giữ vị trí nhiếp chính cho Thiên hoàng En'yū và Thiên hoàng Kazan. Mẹ ông là con gái của Fujiwara no Tokihira. Anh trai cùng mẹ với ông tên là Atsutoshi mất trước phụ thân Saneyori.